# Diogmites coffeatus
Diogmites coffeatus là một loài ruồi trong họ Asilidae. Diogmites coffeatus được Wiedemann miêu tả năm 1819. Loài này phân bố ở vùng Tân nhiệt đới.